# Alain Rizzo
Pour les articles homonymes, voir Rizzo.
Alain Rizzo, né le 13 octobre 1949 à Marseille, est un footballeur français. Défenseur formé à l'OGC Nice, il a principalement évolué dans des clubs du sud de la France, à l'exception du Stade rennais entre 1972 et 1977.

## Carrière
Originaire de la cité phocéenne, Alain Rizzo commence sa carrière au SO Caillols de Marseille où il est repéré par l'OGC Nice en 1966. Avec le club niçois, Rizzo fait ses débuts un an plus tard en première division, disputant six puis douze rencontres de championnat pour ses deux premières saisons professionnelles. En 1969, le « Gym » descend en Division 2, et Rizzo quitte le club un an plus tard, en n'ayant joué qu'un seul match à cet échelon. Alors que l'OGC Nice retrouve la D1 après avoir été sacré champion de France de D2, Alain Rizzo rejoint l'AC Arles, tout juste promu en D2, et s'y installe comme titulaire. Un an plus tard, il rejoint l'ES La Ciotat, qu'il contribue à amener à une bonne quatrième place en D2.
Alain Rizzo est alors repéré par le Stade rennais, qui le recrute en 1972. Après le départ de Zygmunt Chlosta et la retraite de René Cédolin, la défense centrale rennaise est à reconstruire. Il en devient l'un des titulaires, et ce pendant cinq saisons. Associé successivement à Bernard Goueffic, Loïc Kerbiriou, Jean-Paul Rabier et Didier Notheaux, il reste inamovible, ne ratant que huit matchs de championnat en l'espace de cinq ans. Les résultats ne sont cependant pas toujours au rendez-vous : en 1975, le Stade rennais est relégué en deuxième division, puis fait l'ascenseur en remontant immédiatement avant d'être à nouveau relégué. En 1977, le club est en proie à de gros problèmes financiers, et se trouve obligé de se séparer de ses plus gros salaires. Rizzo, au même titre que Laurent Pokou, Hervé Guermeur ou Léon Maier , doit alors quitter le club.
Âgé de 28 ans, il retourne dans le Sud de la France pour s'engager avec l'Olympique avignonnais, en deuxième division. Il y dispute ses quatre dernières saisons professionnelles, obtenant en 1979 et 1980 la deuxième place du championnat, mais sans pour autant monter dans l'élite. Sa carrière se termine cependant sur une relégation du club avignonnais en 1981.
Par la suite, Alain Rizzo devient entraîneur dans des clubs modestes de sa région d'origine, principalement à L'Isle-sur-la-Sorgue, mais aussi à Mérindol, Cavaillon et Cabannes, puis dans un club de football entreprise où il côtoie Manuel Amoros. En parallèle, il occupe un poste de responsable technique au sein du district Rhône-Durance.

## Parcours en club
| Saison      | Club                  | Pays   | Championnat | Championnat | Championnat | Championnat  | Championnat  | Coupe d'Europe | Coupe d'Europe | Coupe d'Europe |
| Saison      | Club                  | Pays   | Division    | Matchs      | Buts        | Cartons      | Cartons      | Type           | Matchs         | Buts           |
| ----------- | --------------------- | ------ | ----------- | ----------- | ----------- | ------------ | ------------ | -------------- | -------------- | -------------- |
| Saison      | Club                  | Pays   | Division    | Matchs      | Buts        | Carton jaune | Carton rouge | Type           | Matchs         | Buts           |
| 1967 - 1968 | OGC Nice              | France | Division 1  | 6           | 0           | ?            | ?            | -              | -              | -              |
| 1968 - 1969 | OGC Nice              | France | Division 1  | 12          | 0           | ?            | ?            | -              | -              | -              |
| 1969 - 1970 | OGC Nice              | France | Division 2  | 1           | 0           | ?            | ?            | -              | -              | -              |
| 1970 - 1971 | AC Arles              | France | Division 2  | 26          | 0           | ?            | ?            | -              | -              | -              |
| 1971 - 1972 | ES La Ciotat          | France | Division 2  | 29          | 0           | ?            | ?            | -              | -              | -              |
| 1972 - 1973 | Stade rennais         | France | Division 1  | 38          | 0           | ?            | ?            | -              | -              | -              |
| 1973 - 1974 | Stade rennais         | France | Division 1  | 38          | 0           | ?            | ?            | -              | -              | -              |
| 1974 - 1975 | Stade rennais         | France | Division 1  | 35          | 0           | ?            | ?            | -              | -              | -              |
| 1975 - 1976 | Stade rennais         | France | Division 2  | 34          | 0           | ?            | ?            | -              | -              | -              |
| 1976 - 1977 | Stade rennais         | France | Division 1  | 33          | 0           | ?            | ?            | -              | -              | -              |
| 1977 - 1978 | Olympique avignonnais | France | Division 2  | 28          | 0           | ?            | ?            | -              | -              | -              |
| 1978 - 1979 | Olympique avignonnais | France | Division 2  | 30          | 0           | ?            | ?            | -              | -              | -              |
| 1979 - 1980 | Olympique avignonnais | France | Division 2  | 30          | 1           | ?            | ?            | -              | -              | -              |
| 1980 - 1981 | Olympique avignonnais | France | Division 2  | 21          | 0           | ?            | ?            | -              | -              | -              |

## Palmarès
- 1968 : vice-champion de France de Division 1 avec l'OGC Nice
- 1970 : champion de France de Division 2 avec l'OGC Nice
- 1976 : vice-champion de France de Division 2 avec le Stade rennais